# Női 3 méteres műugrás a 2022-es úszó-Európa-bajnokságon
A 2022-es úszó-Európa-bajnokságon a műugrás női 3 méteres versenyszámának selejtezőjét augusztus 19-én délben, a döntőjét pedig délután rendezték meg a római Foro Italicóban.
A hazai közönség előtt szereplő, 19 éves olasz Chiara Pellacani aranyéremmel zárta a viadalt, míg a második helyen a svájci Michelle Heimberg végzett, a dobogó harmadik fokára pedig a britek versenyzője, Yasmin Harper állhatott fel. A 23 fős mezőnyben Mosena Estilla a döntőről éppen lemaradva – norvég riválisa mögött – a 13. helyet szerezte meg a selejtezőben.

## Versenynaptár
Az időpont(ok) helyi idő szerint olvashatóak (UTC +01:00):
| Dátum                       | Időpont | Forduló   |
| --------------------------- | ------- | --------- |
| 2022. augusztus 19., péntek | 10:00   | Selejtező |
| 2022. augusztus 19., péntek | 16:45   | Döntő     |

## Eredmény
Zölddel kiemelve a döntőbe jutottak
| #   | Versenyző                | Ország                   | Selejtező | Selejtező | Döntő   | Döntő  |
| #   | Versenyző                | Ország                   | Rangsor   | Pontok    | Rangsor | Pontok |
| --- | ------------------------ | ------------------------ | --------- | --------- | ------- | ------ |
|     | Chiara Pellacani         | Olaszország (ITA)        | 294,50    | 1.        | 318,75  | 1.     |
|     | Michelle Heimberg        | Svájc (SUI)              | 294,40    | 2.        | 301,80  | 2.     |
|     | Yasmin Harper            | Egyesült Királyság (GBR) | 273,25    | 4.        | 296,20  | 3.     |
| 4.  | Tina Punzel              | Németország (GER)        | 260,10    | 7.        | 277,65  | 4.     |
| 5.  | Clare Cryan              | Írország (IRL)           | 261,40    | 6.        | 268,35  | 5.     |
| 6.  | Emilia Nilsson Garip     | Svédország (SWE)         | 281,90    | 3.        | 266,25  | 6.     |
| 7.  | Lauren Hallaselkä        | Finnország (FIN)         | 255,35    | 8.        | 265,70  | 7.     |
| 8.  | Grace Reid               | Egyesült Királyság (GBR) | 253,15    | 9.        | 259,80  | 8.     |
| 9.  | Viktorija Keszar         | Ukrajna (UKR)            | 251,75    | 10.       | 256,55  | 9.     |
| 10. | Elisa Pizzini            | Olaszország (ITA)        | 262,80    | 5.        | 243,85  | 10.    |
| 11. | Helle Tuxen              | Norvégia (NOR)           | 235,10    | 12.       | 243,55  | 11.    |
| 12. | Lena Hentschel           | Németország (GER)        | 249,35    | 11.       | 233,95  | 12.    |
|     |                          |                          |           |           |         |        |
| 13. | Mosena Estilla           | Magyarország (HUN)       | 232,75    | 13.       |         |        |
| 14. | Daphne Wils              | Hollandia (NED)          | 232,10    | 14.       |         |        |
| 15. | Hanna Arnautova          | Ukrajna (UKR)            | 230,90    | 15.       |         |        |
| 16. | Madeline Coquoz          | Svájc (SUI)              | 229,65    | 16.       |         |        |
| 17. | Kaja Skrzek              | Lengyelország (POL)      | 225,60    | 17.       |         |        |
| 18. | Emma Gullstrand          | Svédország (SWE)         | 210,45    | 18.       |         |        |
| 19. | Rocío Velázquez Rodan    | Spanyolország (ESP)      | 210,15    | 19.       |         |        |
| 20. | Valeria Antolino Pacheco | Spanyolország (ESP)      | 199,05    | 20.       |         |        |
| 21. | Laura Valore             | Dánia (DEN)              | 191,05    | 21.       |         |        |
| 22. | Aleksandra Błażowska     | Lengyelország (POL)      | 186,45    | 22.       |         |        |
| 23. | Caroline Kupka           | Norvégia (NOR)           | 185,45    | 23.       |         |        |